# Don Gallinger
Don Calvin Gallinger (né le 16 avril 1925 à Port Colborne, en Ontario, au Canada - mort le 3 février 2000 à Burlington en Ontario) est un joueur professionnel canadien de hockey sur glace qui évoluait au poste de centre. Il n'a joué que cinq saisons dans la Ligue nationale de hockey avant d'être exclu pour avoir parié sur son équipe.

## Biographie
Gallinger débute à seulement 17 ans dans la LNH où il joue sur la même ligne que deux autres jeunes joueurs : Bep Guidolin et Bill Shill ; leur ligne est alors surnommée la Sprout Line. Après deux saisons avec les Bruins, Gallinger interrompt sa carrière pour prendre part à la seconde Guerre mondiale. Il revient ensuite jouer pour les Bruins et il termine meilleur pointeur de la franchise lors de la saison 1945-1946.
En février 1947, grâce à des écoutes téléphoniques de la police de Détroit, la LNH obtient la preuve que Gallinger et son coéquipier Billy Taylor ont des relations avec un parieur notable de Détroit et qu'ils ont misé de l'argent sur les Bruins. Le 9 mars, le président de la LNH, Clarence Campbell annonce que Taylor est suspendu à vie et que Gallinger, qui nie les faits, est suspendu temporairement en attendant une enquête plus approfondie, avec la possibilité d'être réintégré si son innocence est prouvée. Gallinger est finalement exclu lui aussi à vie le 27 septembre 1948 avant d'avouer un an plus tard qu'il a effectivement parié. La suspension des deux joueurs est levée en 1970 par la LNH.

## Statistiques
| Saison     | Équipe           | Ligue      |     | Saison régulière | Saison régulière | Saison régulière | Saison régulière | Saison régulière |    | Séries éliminatoires | Séries éliminatoires | Séries éliminatoires | Séries éliminatoires | Séries éliminatoires |
| Saison     | Équipe           | Ligue      | PJ  | B                | A                | Pts              | Pun              | PJ               | B  | A                    | Pts                  | Pun                  |                      |                      |
| 1942-1943  | Bruins de Boston | LNH        | 48  | 14               | 20               | 34               | 16               | 9                | 3  | 1                    | 4                    | 10                   |                      |                      |
| 1943-1944  | Bruins de Boston | LNH        | 23  | 13               | 5                | 18               | 6                | --               | -- | --                   | --                   | --                   |                      |                      |
| 1945-1946  | Bruins de Boston | LNH        | 50  | 17               | 23               | 40               | 18               | 10               | 2  | 4                    | 6                    | 2                    |                      |                      |
| 1946-1947  | Bruins de Boston | LNH        | 47  | 11               | 19               | 30               | 12               | 4                | 0  | 0                    | 0                    | 7                    |                      |                      |
| 1947-1948  | Bruins de Boston | LNH        | 54  | 10               | 21               | 31               | 37               | --               | -- | --                   | --                   | --                   |                      |                      |
| Totaux LNH | Totaux LNH       | Totaux LNH | 222 | 65               | 88               | 153              | 89               | 23               | 5  | 5                    | 10                   | 19                   |                      |                      |